# Smačkovití
Smačkovití (Ammodytidae) je čeleď paprskoploutvých ryb. Zahrnuje 26 druhů v 7 rodech, jsou to mořské ryby. Mají štíhlé tělo s kuželovitě zašpičatělou hlavou, chybí břišní ploutve a plynový měchýř. Mají droboučké cykloidní šupiny. Dospělci a larvy se živí klanonožci. Smačkovití jsou významným článkem v potravním řetězci. Jsou kořistí mořských ptáků a hospodářsky významných ryb.

## Rody
- Ammodytes Linnaeus, 1758 – smaček
- Ammodytoides Duncker & Mohr, 1939 – smaček
- Bleekeria Günther, 1862
- Gymnammodytes Duncker & Mohr, 1935 – smaček
- Hyperoplus Günther, 1862 – smaček
- Lepidammodytes Ida, Sirimontaporn & Monkolprasit, 1994
- Protammodytes Ida, Sirimontaporn & Monkolprasit, 1994